# Angela Lindvall
Angela Lindvall (14 de Janeiro de 1979, Midwest City, Oklahoma), é uma modelo e actriz norte-americana.

## Carreira
Angela Lindvall cresceu no Missouri e fez os seus estudos no liceu Lee's Summit High School. Quando adolescente, era grande fã de Marilyn Monroe. Aos 14 anos fez um pequeno desfile para a Hoffman International e foi convidada para assinar um contrato com a agência IMG Models.
Lindvall apareceu na capa de várias revistas, como Elle, Harper's Bazaar, Marie Claire, Numero, Vogue, I-D e W. Desfilou para a Victoria's Secret em 2000, 2003, 2005, 2006, 2007 e 2008 e também para Fendi, Calvin Klein, Christian Dior, Tommy Hilfiger, Jil Sander  Chanel e H&M. Lindvall também ilustrou as páginas da revista Sports Illustrated Swimsuit Issue.
Fez trabalhos para a publicidade da marca de roupa Zara, nomeadamente no catálogo Primavera/Verão de 2007.
Angela Lindvall foi colocada na 9ª posição na lista das 20 modelos-ícones, publicada pelo site norte-americano Models.com.
Como atriz, Lindvall participou nos filmes CQ em 2001 e Kiss Kiss, Bang Bang, em 2005. Também participou nos filmes promocionais de DKNY New York Stories em 2003 e DKNY Road Stories, em 2004.

## Vida pessoal
Angela Lindvall é filha de Randall Lindvall e Laura Rasdall.

A sua irmã Audrey Lindvall também foi modelo da IMG Models, mas em 2 de Agosto de 2006 morreu, atropelada por um camião, quando circulava de bicicleta com uma amiga em "Lee's Summit", no estado de Missouri.
Angela Lindvall é casada com William Edwards e tem dois filhos, William Dakota (nascido em 2002) e Sebastian (nascido em 2005).
Lindvall é vegetariana e uma ativa ambientalista. É fundadora e presidente da organização Collage Foundation, que promove a sustentabilidade e a consciência para o ambiente nas populações mais jovens.